# Rudolf Pummerer

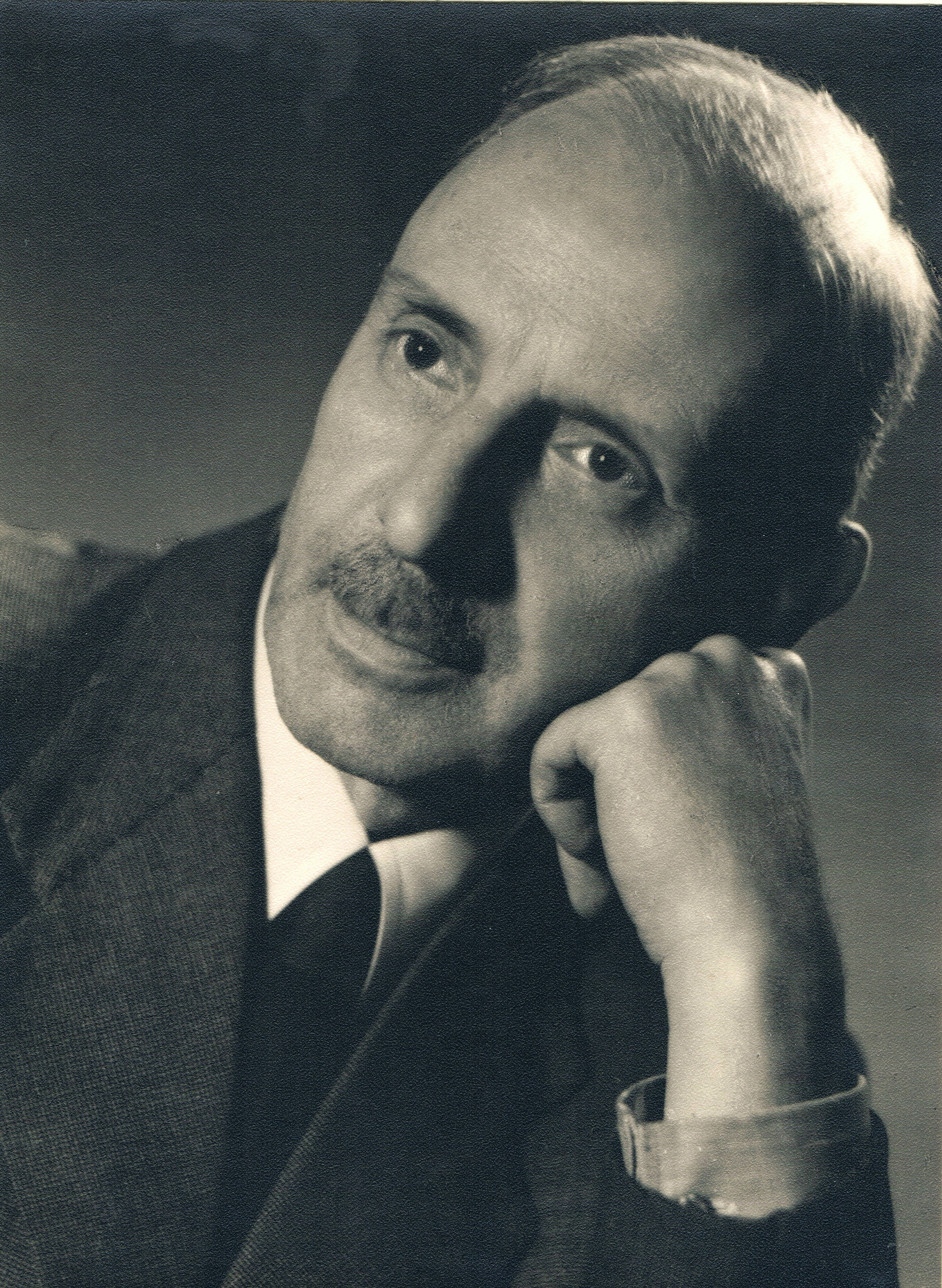
Rudolf Pummerer, um 1920

Rudolf Pummerer (* 26. Juni 1882 in Wels; † 7. November 1973 in Seehausen am Staffelsee) war ein österreichisch-deutscher Chemiker.

## Leben
Rudolf Pummerer wurde am 26. Juni 1882 in Wels, Oberösterreich als Sohn der Hermine P., geb. Isbary (1862–1945) und des Leinölfabrikanten Rudolph Josef Wilhelm Pummerer (1855–1926) geboren. Sein Vater förderte von früher Kindheit an seine sportlichen Aktivitäten insbesondere im Tennisspiel. Um die Jahrhundertwende gewann er einmal das Tennisturnier der österreichischen und mehrfach der bayerischen Meisterschaften. Seine Großväter waren der Textilindustrielle Rudolf von Isbary (1827–1892) und der Kaufmann und Fabrikbesitzer Anton Georg Pummerer (1813–1866). Ab 1882 besuchte Rudolf Pummerer zunächst das Gymnasium in Kremsmünster. Nach dem Umzug der Familie von Wels nach München wechselte er ab 1896 an das Münchner Maximiliansgymnasium, an dem er 1900 das Abitur ablegte, unter anderem mit dem späteren Maler Hermann Ebers (1881–1955) und Karl Arthur Lange. Anschließend studierte er Chemie an der Universität München bei Adolf von Baeyer, Heinrich Wieland und Johannes Thiele und promovierte 1905 bei Richard Willstätter. Ab 1906 war er als Laboratoriumschemiker bei der Badischen Anilin- und Sodafabrik in Ludwigshafen tätig, ab 1908 als Privatgelehrter am Staatslaboratorium in München. 1911 heiratete er Emilie (Milla) Pühn (1887–1984), die älteste Tochter des Bankdirektors der Bayerischen Hypotheken- und Wechselbank Ernst Pühn (1858–1920). Aus der Ehe gingen zwei Söhne, Robert (1912–1940) und Ernst (1922–1985) sowie zwei Töchter, Friederike (1915–2006) und Marie Luise (1918–2006) hervor. Nach der 1911 erfolgten Habilitation lehrte er als Privatdozent an der Universität München, ab 1914 mit einem Lehrauftrag für Chemische Technologie. Nach Kriegsausbruch wurde er 1915 als Hilfschemiker bei der Pulverfabrik Ingolstadt verpflichtet. 1917 wurde er am Kaiser-Wilhelm-Institut für Chemie in Berlin tätig, ab 1919 wieder an der Universität München und ab 1921 dort als a.o. Professor für Organische Chemie und Leiter der Organischen Abteilung am Staatslaboratorium. 1923 wurde er zum Institutsdirektor im Rang eines o. Professor der Chemie an die Universität Greifswald berufen, 1925 in gleicher Eigenschaft an die Universität Erlangen und 1931 bis 1933 mit der Funktion des Rektors betraut. Emil Buchta war 1935 einer seiner Doktoranden. 1951 emeritiert, führte er die Institutsleitung noch bis 1952 weiter.
Seine Untersuchungsgebiete waren u. a. die Chemie freier Radikale und der Sulfoxide, deren Ergebnisse er u. a. in den Berichten der deutschen chemischen Gesellschaft Berlin veröffentlichte. Er war zudem Herausgeber (1947/48) bzw. Mitherausgeber (1949/50) der Zeitschrift „Angewandte Chemie“ und Herausgeber der „Sammlung chemischer und technischer Vorträge“ (seit 1937). Die von ihm entdeckte Pummerer-Umlagerung trägt seinen Namen.
1940 wurde er zum ordentlichen Mitglied der Bayerischen Akademie der Wissenschaften ernannt.
Am 7. November 1973 verstarb Rudolf Pummerer in seiner Villa Riedwies am Staffelsee (1903/1905 nach Entwurf von Emmanuel Seidl erbaut). Seine Urne wurde am Münchner Nordfriedhof in der Familienkapelle der vier Pühnschwestern aufgestellt.

## Auszeichnungen
- 1963: Bayerischer Verdienstorden

## Schriften (Auswahl)
- Über Pyron. Inaugurial-Dissertation. Höfling, München 1905.
- Untersuchungen in der Indigogruppe. Habilitationsschrift. Höfling, München 1911.
- Über die Konstitution der Dehydronaphthole und die Darstellung von Dehydro‐[α‐brom‐β‐naphthol]. (4. Mitteilung) über die Oxydation der Phenole, in: Berichte der deutschen chemischen Gesellschaft (A and B Series), Nerlin, 12. Juli 1919, Bd. 52(7), S. 1403–1413.
- Organische Chemie. Bearbeitet von R. Pummerer (Wissenschaftliche Forschungsberichte, Naturwissenschaftliche Reihe, Bd. 3). Theodor Steinkopf, Dresden und Leipzig 1921.
- Entwicklung und Leistungen der organischen Strukturlehre, Rede anläßlich der Übernahme des Rektorats gehalten am 4. November 1931. Palm & Enke, Erlangen 1931.
- Bemerkung zu meiner Arbeit mit L. Seligsberger „Über 4.4‐Derivate des Sexiphenyls und Quaterphenyls“, in: Berichte der deutschen chemischen Gesellschaft (A and B Series), Berlin, 3. Mai 1933, Bd. 66(5), S. 802–802.
- Übersichtstafel der organischen Chemie. Mit Sachverzeichnis und Erläuterungen. Ein Repetitorium. Enke, Stuttgart 1936.
- Chemische Textilfasern, Filme und Folien. Grundlagen und Technologie. Unter Mitarbeit von C. A. Bodenstein und anderen, hrsg. von Rudolf Pummerer, Enke, Stuttgart 1951.
- Unveröffentlichte Lebenserinnerungen von Rudolf Pummerer